# Félix Fernández Pareja
Félix Fernández Pareja (Madrid; 30 de junio de 1977), es un cantautor  español, conocido como Félix Fernández.

## Biografía
Félix Fernández nació en Madrid, en el año 1977. La música siempre estuvo presente en su vida, de niño y adolescente. Es tercera generación de cantantes, ya que su abuelo y su padre, aunque a nivel amateur, demostraron tener una voz y talento para la interpretación muy especiales.
Compuso sus primeras canciones a la temprana edad de 15 años y debutó en concierto en 1996 con tan solo 17, así es como fue desarrollando una lenta pero constante evolución, convirtiéndose en un habitual de lo que fue conocido en su día como circuito de cantautores de Madrid, llegando a compartir escenario con cantautores de la talla de Ismael Serrano, Quique González, Tontxu, Paco Ortega, Luis Pastor, Carlos Chawen, Cesar Rodríguez, Kiko Tovar y un largo etc. de artistas que aún el público en general no había descubierto.
Durante esta primera etapa se formó a nivel vocal durante dos años con la afamada profesora de canto e interpretación Inés Rivadeneira (premio nacional de lírica 1957), durante los tres años siguientes decidió dejar a un lado su formación lírica, para adentrarse en el canto contemporáneo de la mano de Ritmo y Compás una de las escuelas de música madrileñas que aún hoy sigue ayudando a crecer a nuevos músicos.
Cerca de firmar su primer contrato discográfico, Félix sufrió una sordera súbita, que le llevó a perder la audición de su oído izquierdo y el esperado contrato, lejos de tirar la toalla y a base de muchísimo esfuerzo, consiguió reponerse y adaptarse a su nueva realidad.
Continuó su andadura formando una bonita sociedad musical con Mario Lorente, una de las personas clave en la vida artística de Félix Fernández, más tarde llegaron otros músicos, tales como, Luis Oeo (batería) Jesús Fernández (Bajo), Cesar Gálvez (Guitarra) y Roberto Vozmediano (Percusión). Todos ellos fueron los integrantes de la banda, que se llamó Sinestereo.
Tras un año de camino prometedor, la banda es fichada por “Santa Bárbara music” una compañía independiente. Esta unión da como fruto el disco homónimo publicado en 2004, que llegó a alcanzar el número 2 de Cadena Dial con el sencillo “Decir te quiero” y fue radiado a nivel nacional en Kiss Fm, Cadena Ser, Cadena Cope, M-80 Radio y 40 Principales. Esto llevó a Sinestereo a codearse en concierto con artistas y grupos de primera línea como David DeMaría, Malú, Miguel Ríos, José el Francés, Carlos Baute, Mago de Oz, etc. y a recorrer escenarios mágicos, como el Palacio de Congresos, La Riviera, Galileo Galilei….
Durante este tiempo, siguió completando su formación vocal durante dos años más en la Academia “Nuevas músicas”, sus 7 años de formación y su larga trayectoria, hacen que desde 2008 hasta la actualidad, Félix Fernández imparta clases de canto a numerosos alumnos de distintas capacidades y diferentes estilos.
En 2015 se subió al escenario de ‘La Voz’  en las audiciones a ciegas para interpretar ‘Por dónde andabas’ de ‘Taxi & Georgina’.
Tras varios años de trabajo en la sombra,  en marzo de 2017 presentó su disco en solitario “HILO" en la  Sala Rock-ola con colaboraciones de Joel Reyes, Chinesk Malone y Josete. Su disco en solitario se compone de 11 canciones cuenta con la Producción de David Pérez y Fran de Rivera. Fue grabado en "Idemm Studios".

## Discografía
- “HILO" 2017